# 鴨居駅

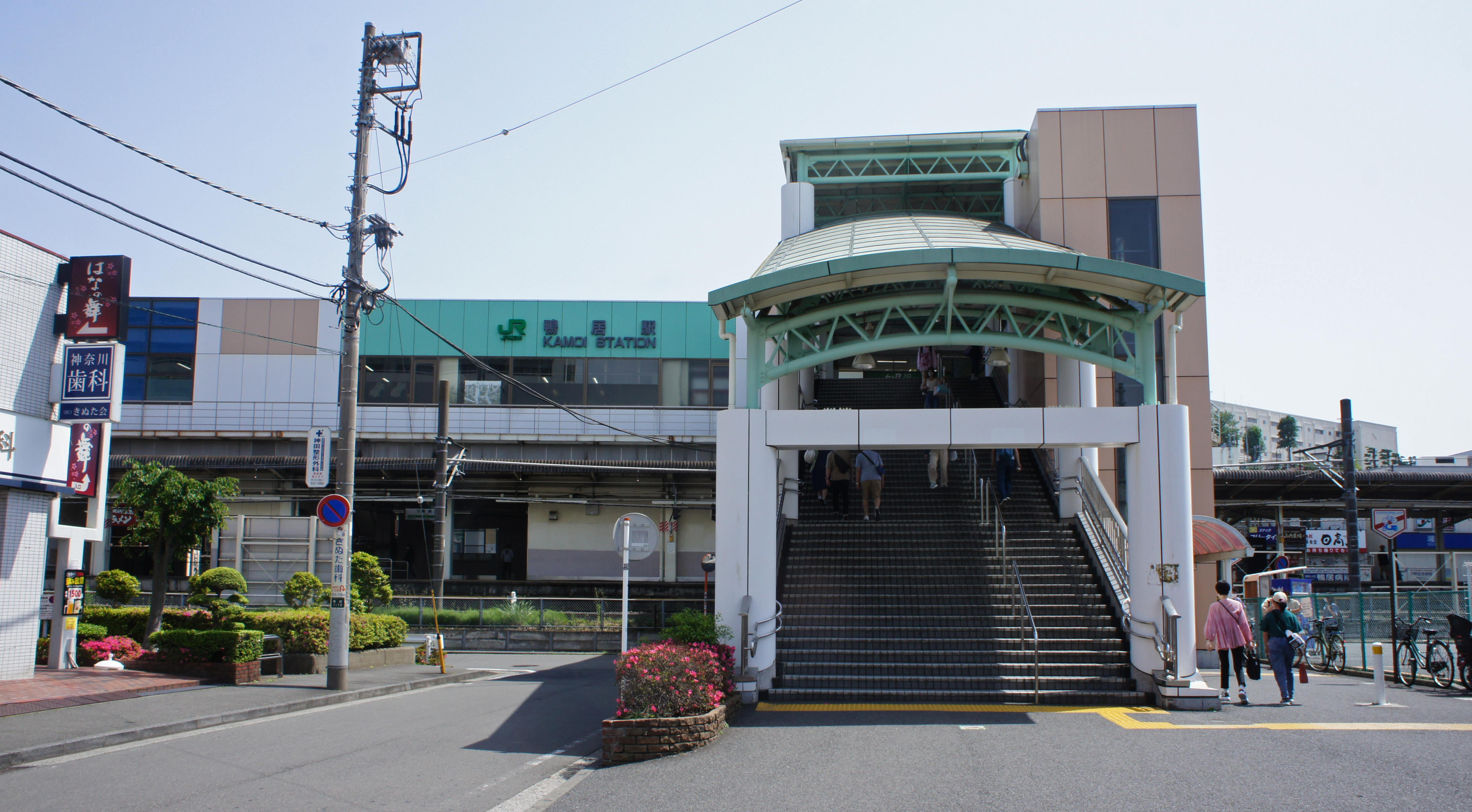
北口（2021年5月）

鴨居駅（かもいえき）は、神奈川県横浜市緑区鴨居一丁目にある、東日本旅客鉄道（JR東日本）横浜線の駅。駅番号はJH 18。
横浜市の要請により、地主50人が敷地を寄付して開業した。
東神奈川駅発着系統と、横浜駅経由で根岸線に直通する列車が停車する。

## 歴史
- 1962年（昭和37年）12月25日：日本国有鉄道（国鉄）の駅として開業[2]。
- 1987年（昭和62年）4月1日：国鉄分割民営化に伴い、東日本旅客鉄道（JR東日本）の駅となる[6]。
- 1995年（平成7年）8月3日：自動改札機を設置し、供用開始[7]。
- 1998年（平成10年）
  - 7月31日：南北自由通路が完成し、橋上駅舎の仮供用開始[1]。
  - 11月25日：橋上駅舎が完成[1]。
    - 旧駅舎は現在の南口側に立地し、駅舎とホームは、開業当初からあった地下道と利用者の増加の伴って東神奈川寄りに増設された跨線橋で連絡していた。現在の北口方面へは駅舎を出て八王子寄りにあった跨線橋を経由するため、北側の利用者には不便であった。
- 2001年（平成13年）11月18日：ICカード「Suica」の利用が可能となる。
- 2016年（平成28年）：「地域でつくるエキコンの賑わいとキレイなまち鴨居」で、平成28年度国土交通省手づくり郷土賞受賞。
- 2021年（令和3年）10月7日：みどりの窓口の営業を終了[4][8]。
- 2025年（令和7年）度：スマートホームドアの使用を開始（予定）[9]。

## 駅構造
島式ホーム1面2線を有する地上駅で、橋上駅舎を持つ。
長津田駅管理のJR東日本ステーションサービスによる業務委託駅。横浜市内にあるためJRの特定都区市内制度における「横浜市内」に属する。お客さまサポートコールシステムが導入されており、早朝および夜間の一部時間帯は遠隔対応のため改札係員は不在となり、一部の自動券売機のみ稼働している。

### のりば
| 番線 | 路線   | 方向 | 行先                             |
| ---- | ------ | ---- | -------------------------------- |
| 1    | 横浜線 | 下り | 町田・橋本・八王子方面           |
| 2    | 横浜線 | 上り | 新横浜・菊名・東神奈川・横浜方面 |

（出典：JR東日本:駅構内図）
- 根岸線への直通は日中は横浜駅の一つ先にある桜木町駅までで、桜木町駅から先の磯子・大船方面への直通は朝夕のみ。

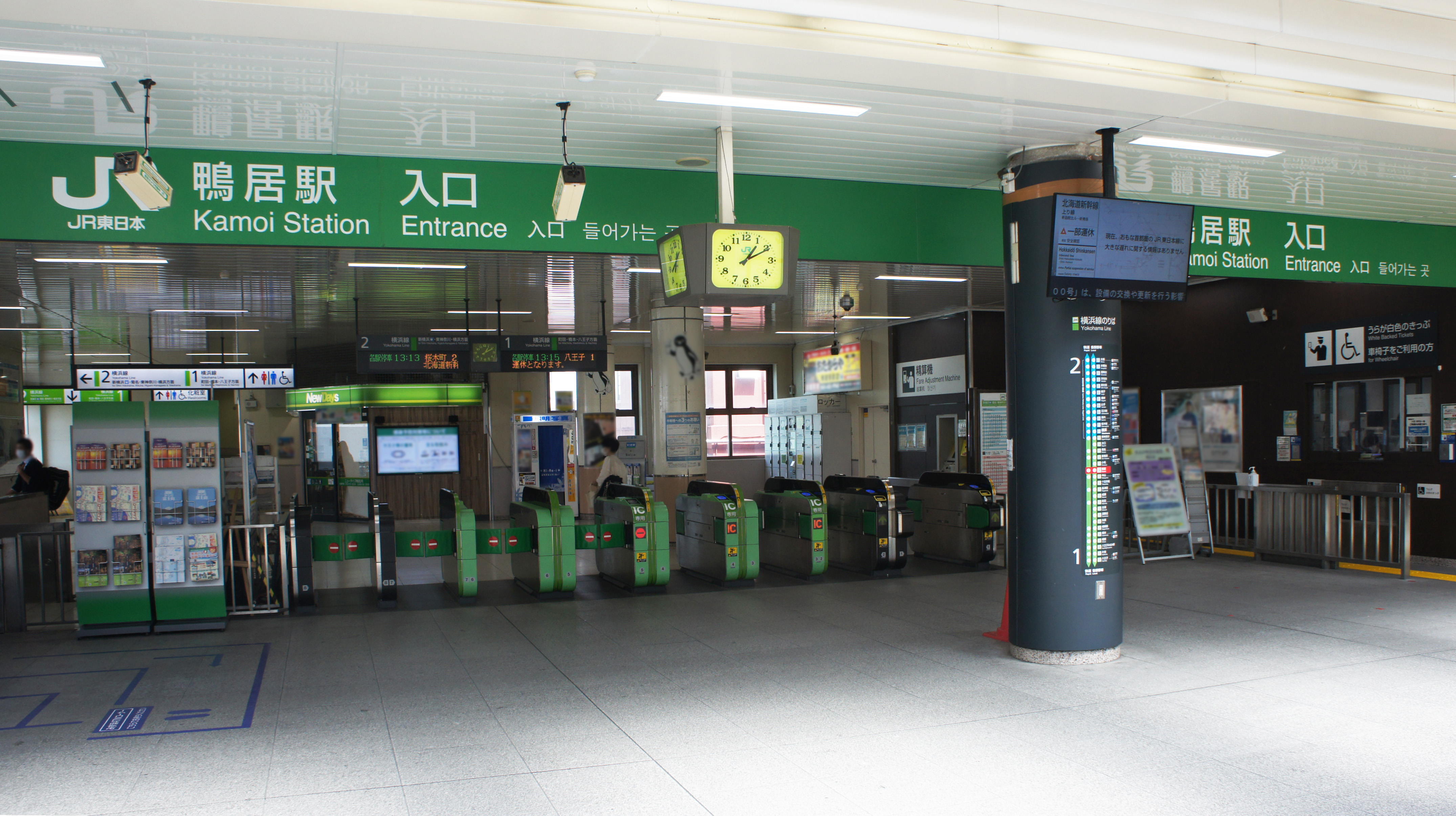
改札口（2021年5月）
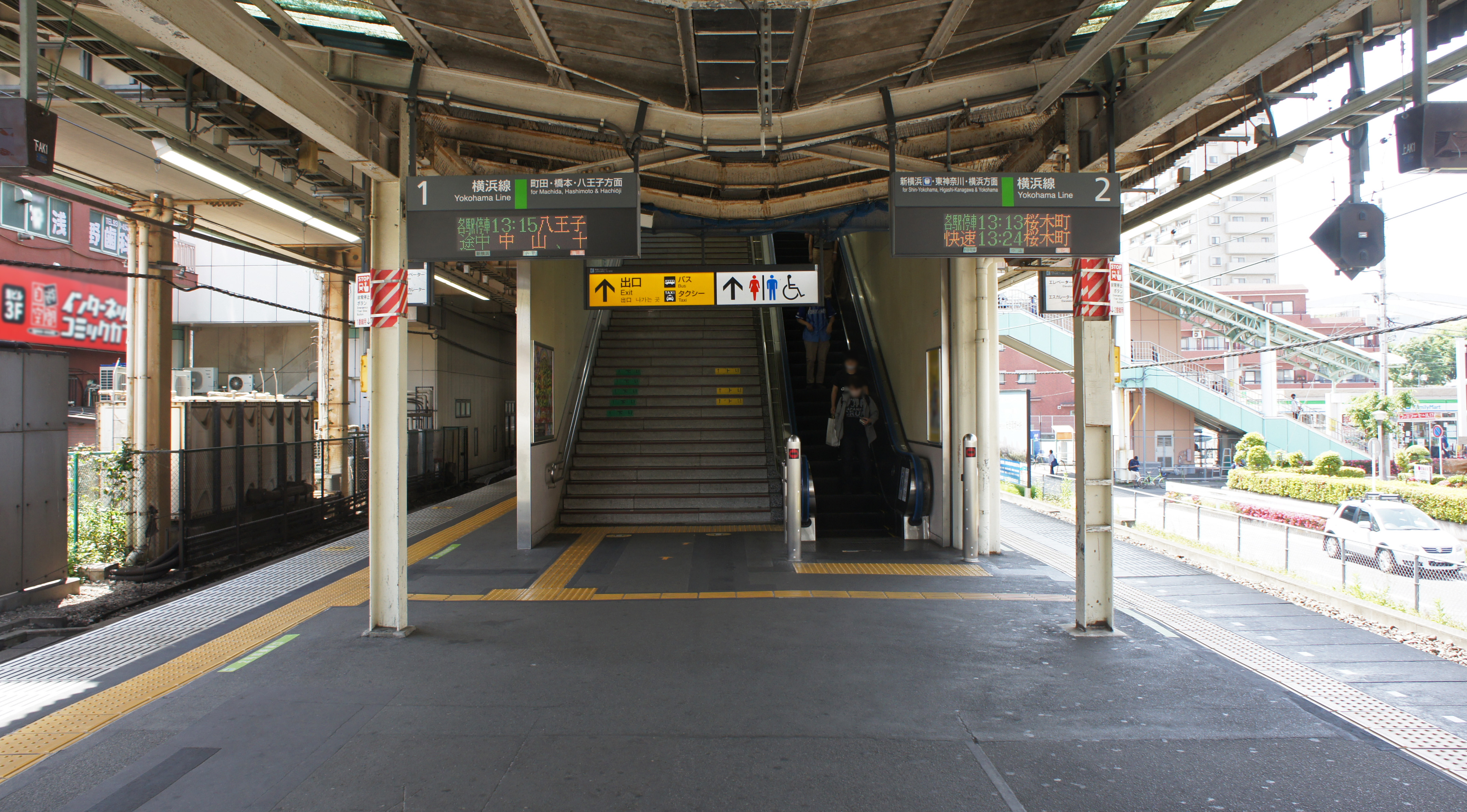
ホーム（2021年5月）

### 駅構内設備
- 売店等
  - NewDays 鴨居店 - 改札外、南口階段下
  - NewDays mini 鴨居2号店 - 改札内正面
  - リトルマーメイド - 改札外南口
  - あじさい茶屋 鴨居店
- 多機能券売機[4]
- 指定席券売機[4]
- 乗車駅証明書発行機
- ホームの八王子寄りに待合室が設置されている。
- エスカレーター - 改札内コンコースとホームを結んでいる。
- エレベーター - 改札内コンコースとホーム、改札外コンコースと出入口を結んでいる。
- 多機能トイレ

## 利用状況
2023年度（令和5年度）の1日平均乗車人員は33,668人である。
1991年度（平成3年度）以降の推移は下記の通り。
| 年度               | 1日平均 乗車人員 | 出典       |
| ------------------ | ---------------- | ---------- |
| 1991年（平成03年） | 32,256           |            |
| 1992年（平成04年） | 33,472           |            |
| 1993年（平成05年） | 33,980           |            |
| 1994年（平成06年） | 33,866           |            |
| 1995年（平成07年） | 33,753           | [ 統計 2 ] |
| 1996年（平成08年） | 34,679           |            |
| 1997年（平成09年） | 34,923           |            |
| 1998年（平成10年） | 35,023           | [ * 1 ]    |
| 1999年（平成11年） | 34,849           | [ * 2 ]    |
| 2000年（平成12年） | 36,173           | [ * 2 ]    |
| 2001年（平成13年） | 37,291           | [ * 3 ]    |
| 2002年（平成14年） | 37,431           | [ * 4 ]    |
| 2003年（平成15年） | 37,994           | [ * 5 ]    |
| 2004年（平成16年） | 37,793           | [ * 6 ]    |
| 2005年（平成17年） | 33,765           | [ * 7 ]    |
| 2006年（平成18年） | 34,987           | [ * 8 ]    |
| 2007年（平成19年） | 39,540           | [ * 9 ]    |
| 2008年（平成20年） | 39,368           | [ * 10 ]   |
| 2009年（平成21年） | 38,746           | [ * 11 ]   |
| 2010年（平成22年） | 38,294           | [ * 12 ]   |
| 2011年（平成23年） | 37,828           | [ * 13 ]   |
| 2012年（平成24年） | 38,443           | [ * 14 ]   |
| 2013年（平成25年） | 39,261           | [ * 15 ]   |
| 2014年（平成26年） | 38,828           | [ * 16 ]   |
| 2015年（平成27年） | 39,479           | [ * 17 ]   |
| 2016年（平成28年） | 39,591           | [ * 18 ]   |
| 2017年（平成29年） | 39,187           | [ * 19 ]   |
| 2018年（平成30年） | 39,685           |            |
| 2019年（令和元年） | 39,588           |            |
| 2020年（令和02年） | 29,426           |            |
| 2021年（令和03年） | 30,228           |            |
| 2022年（令和04年） | 32,102           |            |
| 2023年（令和05年） | 33,668           |            |

## 駅周辺

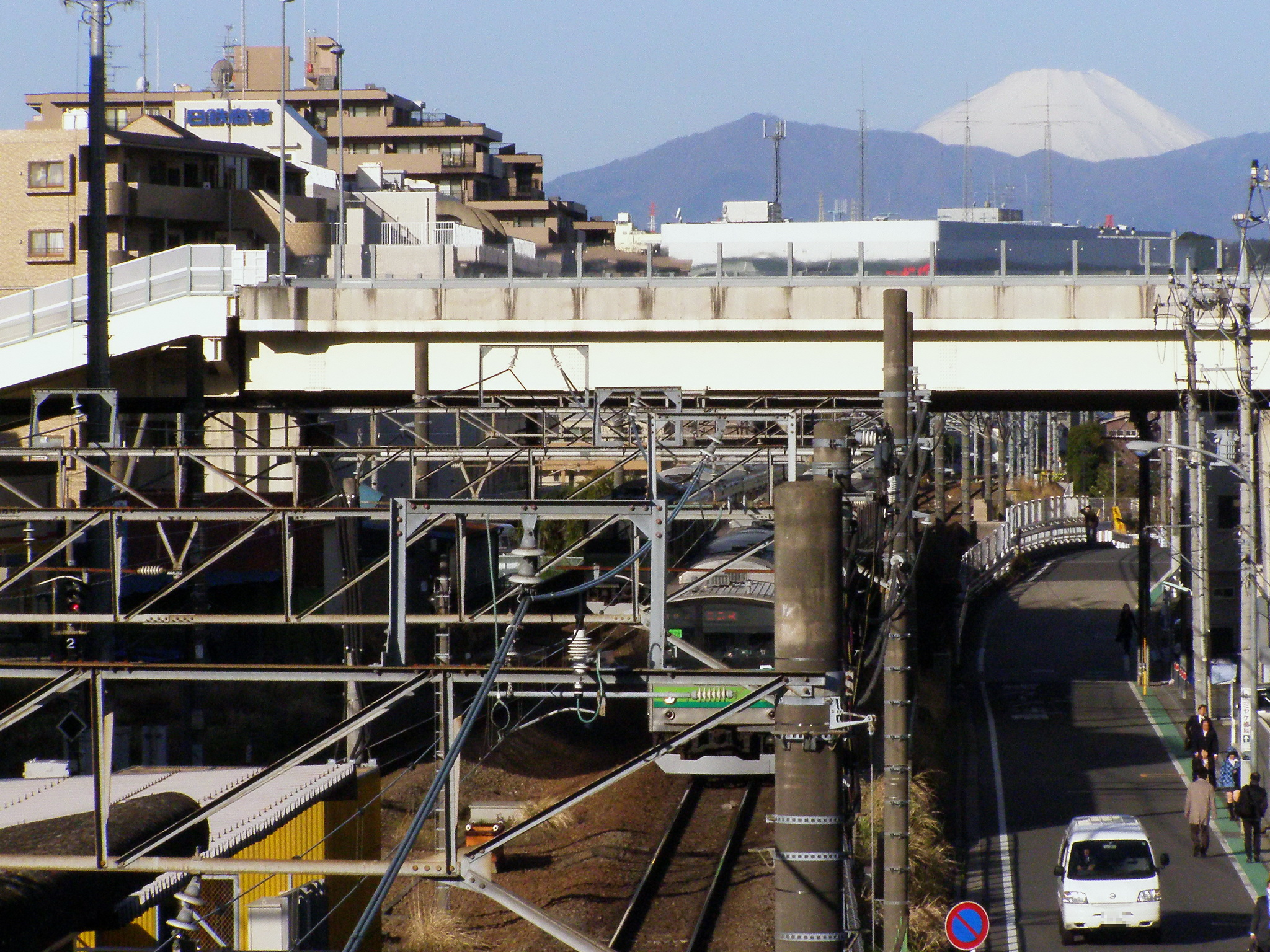
晴れた日には富士山を望むことができる。

駅から鶴見川を挟んで北側の都筑区南部に工場が多数あり、駅と人道橋で連絡している。また、駅のホーム端から八王子寄り約150 mの所に線路を跨ぐ形で鴨池大橋が通っている。日本電気（NEC）横浜事業場跡地には神奈川県内で最大規模のショッピングセンターららぽーと横浜が建設され2007年3月15日に開業した。
公共機関
- 横浜市立鴨居小学校
- 横浜市立鴨居中学校
- 横浜市立東鴨居中学校
- 神奈川県立白山高等学校
- 白山地区センター
- 横浜市緑消防署鴨居消防出張所

郵便局・銀行
- 鴨居駅前郵便局
- 横浜銀行鴨居駅前支店
- 横浜信用金庫鴨居支店
- 芝信用金庫鴨居支店
- 横浜東本郷郵便局
- 横浜池辺郵便局

商業施設
- イオンフードスタイル鴨居店
- 業務スーパー鴨居店
- ハックドラッグ鴨居店
- サンドラッグ鴨居店
- ららぽーと横浜
- ドラッグストアスマイル鴨居南口店
- BOOKOFF PLUS横浜鴨居店
- シャトレーゼ横浜鴨居店

その他の施設
- パナソニックグループ 佐江戸事業所
  - パナソニック オートモーティブシステムズ株式会社
- 富士通ITマネジメントパートナー（旧：パナソニックITソリューションズ）横浜佐江戸オフィス
- JVCケンウッド白山事業所
- 鴨居自動車学校
- 横浜きぬた歯科
- 三技協
- 大日本プロレス
  - 本社・事務所
  - 選手道場
- 花形ボクシングジム
- 小野測器横浜テクニカルセンター
- エニータイムフィットネス鴨居店

## バス路線
「鴨居駅前」停留所にて、横浜市営バスと神奈川中央交通が当駅を発着する路線バスを運行している。このほか「鴨池大橋」停留所も利用可能な位置にある。
| のりば   | 運行事業者                      | 系統・行先                                                                             |
| 鴨居駅前 | 鴨居駅前                        | 鴨居駅前                                                                               |
| -------- | ------------------------------- | -------------------------------------------------------------------------------------- |
| 1        | 横浜市営バス                    | - 256：（右回り循環）鴨居駅前                                                          |
| 1        | - 横浜市営バス - 神奈川中央交通 | 56：竹山団地                                                                           |
| 2        | 横浜市営バス                    | - 12：白山高校 - 12・36・39：緑車庫前 - 12・39：中山駅前 - 172：（左回り循環）鴨居駅前 |
| 2        | 神奈川中央交通                  | 鴨02：中山車庫                                                                         |
| 2        | - 横浜市営バス - 神奈川中央交通 | 119：（新井町循環・白山高校循環）鴨居駅前                                              |
| 3        | 横浜市営バス                    | - 12：西菅田団地 - 36：東神奈川駅西口 / 横浜駅西口 - 326：（急行）横浜駅西口           |
| 4        | 横浜市営バス                    | - 39：横浜駅西口 - 鴨居・東本郷線：東本郷ケアプラザ                                    |
| 鴨池大橋 |                                 |                                                                                        |
| 1        | 横浜市営バス                    | 124：笹山団地中央 / 緑車庫前                                                           |
| 2        | 横浜市営バス                    | 124：センター南駅                                                                      |

## 隣の駅
東日本旅客鉄道（JR東日本）
 横浜線
■快速
新横浜駅 (JH 16) - 鴨居駅 (JH 18) - 中山駅 (JH 19)
■各駅停車
小机駅 (JH 17) - 鴨居駅 (JH 18) - 中山駅 (JH 19)
- 日産スタジアム（横浜国際総合競技場）でJリーグ・横浜F・マリノスの公式戦や、FIFA（国際サッカー連盟）主催の国際試合、大規模コンサートなどのイベントが開催される時には、快速が小机駅に臨時停車する場合がある。
- 小机駅との駅間距離は3.1kmで、これは横浜線では一番長い。

### 記事本文